# Truth Social
Truth Social (cách điệu là TRUTH Social) là một nền tảng truyền thông xã hội alt-tech được điều hành bởi Trump Media & Technology Group (TMTG), một công ty truyền thông và công nghệ của Mỹ được Donald Trump thành lập vào tháng 2 năm 2021. Truth Social được phát triển dựa trên mã nguồn của Mastodon, trong đó Mastodon đóng vai trò là back-end cho nền tảng.
Truth Social được ra mắt vào ngày 21 tháng 2 năm 2022. Từ giữa năm 2022, Truth Social đã phải đối mặt với các vấn đề liên quan đến tài chính và quy định, chính sách. Ban đầu, Truth Social không được chấp nhận xuất bản lên trên Google Play do vi phạm chính sách của Google về cấm nội dung đe dọa thể chất và kích động bạo lực. Phải đến tháng 10 năm 2022, Google mới chấp thuận xuất bản nền tảng này lên Google Play sau khi Truth Social đồng ý thực thi các chính sách chống kích động.
Tính đến  ngày 6 tháng 3 năm 2023, Truth Social được xếp hạng 101 trong bảng xếp hạng App Store của Apple dành cho các ứng dụng truyền thông xã hội, và SimilarWeb xếp hạng website của Truth Social ở vị trí số 203 trong danh mục "Nhà xuất bản tin tức và phương tiện truyền thông" của họ, sau Gab ở vị trí số 154, nhưng trước Parler ở vị trí số 1.052. Trump ước tính trong một tiết lộ tài chính cá nhân vào tháng 4 năm 2023 rằng giá trị của trang web dao động từ 5–25 triệu USD.

## Lịch sử

### Bối cảnh
Donald Trump đã nêu ra triển vọng xây dựng một nền tảng truyền thông xã hội mới sau khi ông bị cấm sử dụng các mạng xã hội Facebook và Twitter vào năm 2021 sau khi những người ủng hộ ông tấn công vào Điện Capitol sau khi ông thua cử. Vào tháng 5 năm 2021, Trump đã ra mắt "From the Desk of Donald J. Trump", một trang web nơi ông đăng các thông báo ngắn giống như tweet, nhưng trang web này đã bị cho ngừng hoạt động sau chưa đầy một tháng; trợ lý cấp cao của Trump là Jason Miller đã xác nhận rằng nó sẽ không hoạt động trở lại.

### Quá trình phát triển
Vào tháng 10 năm 2021, Trump Media & Technology Group (TMTG) đã công bố một tài liệu phác thảo nền tảng Truth Social, trích dẫn một cuộc thăm dò cho biết một phần ba dân số Hoa Kỳ được thăm dò tuyên bố rằng họ sẽ sử dụng một nền tảng truyền thông xã hội được Trump chứng thực. Vào ngày 20 tháng 10, TMTG ban hành một thông cáo báo chí thông báo rằng nền tảng sẽ ra mắt công chúng vào "quý đầu tiên của năm 2022". Dự kiến nền tảng sẽ ra mắt bản beta giới hạn cho iOS trên App Store vào tháng 11 năm 2021, và mặc dù nền tảng này không được phát hành theo đúng lịch trình thử nghiệm, nhưng ông Trump tuyên bố vào tháng 12 năm 2021 rằng "khách được mời" đã sử dụng hệ thống beta của nền tảng.
Vài giờ sau thông cáo báo chí, một người tự nhận mình là một phần của nhóm hacker Anonymous đã sử dụng Shodan để khám phá các miền liên quan đến công ty, cuối cùng xác định vị trí có vẻ là phiên bản beta dành cho thiết bị di động có thể truy cập công khai của trang web. URL cho phép người dùng đăng ký và sử dụng nền tảng, đã bị rò rỉ trên mạng xã hội. Người dùng bắt đầu troll trên trang web, tạo tài khoản chơi thử và đăng nội dung hài hước và vui nhộn. Người dùng có thể đăng ký bằng tên người dùng của những cá nhân nổi tiếng bao gồm ông Trump, Mike Pence và Jack Dorsey. Liên kết sau đó đã bị gỡ xuống.
Truth Social được xây dựng dựa trên mã nguồn của Mastodon, một phần mềm nguồn mở và miễn phí được phát hành theo giấy phép AGPLv3. Giấy phép này yêu cầu mọi mã nguồn phái sinh phải được cung cấp công khai. Vào ngày 21 tháng 10 năm 2021, nhóm Bảo vệ Tự do Phần mềm tuyên bố rằng họ nghi ngờ Truth Social đã vi phạm giấy phép của Mastodon khi không cung cấp mã nguồn của nền tảng cho tất cả người dùng. Các nhà phát triển Mastodon sau đó chính thức yêu cầu Truth Social tuân thủ các điều khoản của giấy phép phần mềm. Vào ngày 12 tháng 11 năm 2021, Truth Social đã xuất bản mã nguồn của mình dưới dạng tệp ZIP trên website của mình.
Ông Trump đăng bài đầu tiên của trang này vào ngày 16 tháng 2 năm 2022.
Vào ngày 21 tháng 2 năm 2022, Truth Social được phát hành trên iOS, đạt vị trí số 1 trên bảng xếp hạng hàng đầu của App Store của thế giới.  Do lượng ứng viên tham gia lớn, với lượt đăng ký là 500 nghìn người, khi tải ứng dụng xuống, khoảng 500.000 người ban đầu cố gắng đăng ký với tư cách là người dùng đã tự động được đưa vào danh sách chờ. Khi ra mắt, công ty năng lượng Mặt Trời ô tô Trailar của Anh đã phàn nàn rằng chữ "T" trong logo của Truth Social gần giống với chữ "T" trong logo của họ.

## Nền tảng

### Phần mềm
Truth Social được xây dựng dựa trên Twitter. Trên Truth Social, người dùng có thể tạo bài đăng  ("Truth", tương tự như tweet) và chia sẻ bài đăng của người dùng khác ("ReTruth"). Nền tảng này sử dụng phiên bản tùy chỉnh của phần mềm lưu trữ mạng xã hội miễn phí và mã nguồn mở Mastodon làm back-end; phiên bản này đã loại bỏ một số tính năng, bao gồm các cuộc thăm dò ý kiến và tùy chọn hiển thị bài đăng.

### Hạ tầng
Dịch vụ Truth Social ban đầu được lưu trữ trên RightForge, một công ty cung cấp dịch vụ lưu trữ Internet. RightForge tự mô tả mình là "Công ty hạ tầng Internet toàn cầu đầu tiên cam kết tuân thủ các nguyên tắc của Hoa Kỳ trực tuyến" ("The first global Internet infrastructure company committed to American principles online").
Vào ngày 14 tháng 12 năm 2021, TMTG cho biết họ đã hợp tác với nền tảng video trực tuyến Rumble của Canada, và nền tảng này sẽ cung cấp dịch vụ đám mây cho website Truth Social phiên bản beta. Vào tháng 4 năm 2022, TMTG thông báo Truth Social sẽ chuyển sang nền tảng đám mây của Rumble và thông báo họ sẽ thực hiện nâng cấp cơ sở hạ tầng để tăng hiệu suất của nền tảng.